# Gilles de Trèves
 (février 2012).
Si vous disposez d'ouvrages ou d'articles de référence ou si vous connaissez des sites web de qualité traitant du thème abordé ici, merci de compléter l'article en donnant les références utiles à sa vérifiabilité et en les liant à la section « Notes et références ».
Gilles de Trèves (1515, Bar-le-Duc – 1er février 1582, Bar-le-Duc), seigneur de Ville-sur-Saulx.

## Biographie

Blason des Trèves : « D'or, à un giron (triangle) de gueules accompagné de trois croissants d'azur, deux en chef et un en pointe »

Il est le fils de Pierre de Trèves (1485-1540), d’origines angevines, venu à Bar-le-Duc avec René d'Anjou ; et de Barbe de Véel (1495-1546), issue d’une vieille famille barroise. Son père est le tailleur et le valet de chambre du duc Antoine de Lorraine. Il est anobli le  13 octobre 1509, par lettres patentes[réf. incomplète].
Seigneur de Cummenières[réf. nécessaire] et Xirocourt, Gilles de Trèves est nommé chanoine de la collégiale Saint-Maxe en 1537. Il devient doyen du chapitre la même année. En 1555, il y fait bâtir la chapelle de l'Annonciation (ou chapelle des Princes).
Selon Michel de Montaigne, Trèves possède une grande fortune lui permettant de prêter d'importantes sommes d'argent au duc Antoine de Lorraine. Il doit sa fortune à des héritages successifs ; il  aménage son château sur sa terre de Ville-sur-Saulx, château dont la construction avait commencé en 1533. Gilles de Trèves fait également aménager un parc sur les bords de la Saulx, qui existe toujours de nos jours.

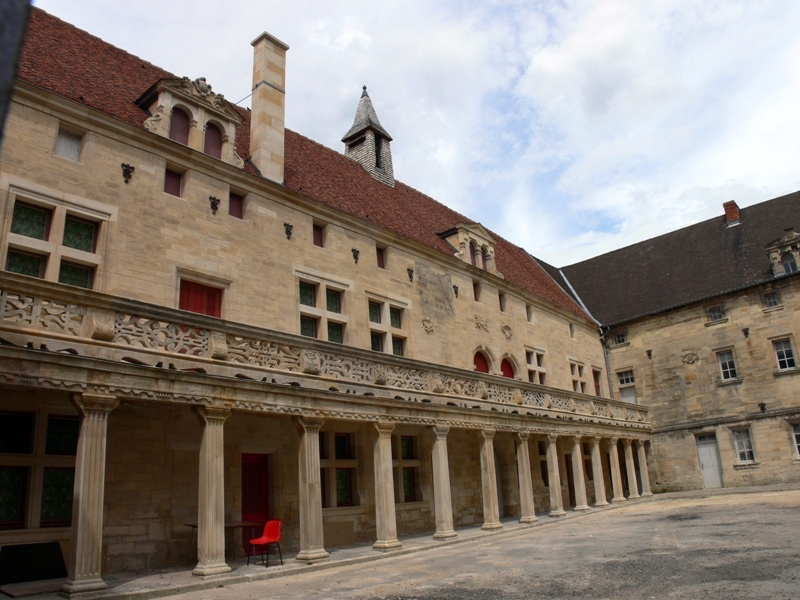
Vue intérieure du Collège Gilles-de-Trèves.

Dans l'esprit de la Contre-Réforme, très suivie dans le duché de Lorraine attaché au catholicisme, Gilles de Trèves accomplit l'œuvre qu'il veut laisser à la postérité en se conformant au courant humaniste du XVIe siècle. Pour cela il veut fonder un collège au pied du château ducal.
Le duc Charles III appuie le projet avec le cardinal de Lorraine, et accorde le 12 janvier 1571 des lettres-patentes qui autorisent l'établissement du collège. La construction en est menée de 1573 à 1575. C'est un imposant édifice en quadrilatère, d'un style Renaissance.
Gilles de Trèves meurt le 1er février 1582. Son enterrement est suivi par tout le clergé de la région, et il est inhumé dans la chapelle qu’il a aménagée à Saint-Maxe. Il laisse une part importante de ses biens en dotations pour le fonctionnement du collège, et une autre part à Marie, sa sœur cadette.
Le collège s'est ouvert dix jours après la mort de son fondateur. Il constituera un relais important de la Contre-Réforme surtout avec sa prise en charge  par les Jésuites en 1617 qui occuperont le collège jusqu'en 1762. Durant toute cette période il bénéficie de la qualité des professeurs et de la rigueur de l'enseignement des Jésuites. En absence de rentes suffisantes et par manque de soutien de la ville, il sera cependant l'un des collèges les plus pauvres de l'Assistance de France.
La famille de Paul Claudel fera en 1893 l’acquisition du château de Ville-sur-Saulx ; le poète y écrira son Partage de midi.

### Liens
- Parc Gilles de Trèves sur Comité des parcs et jardins de France.
- « Ville-sur-Saulx, son château et son parc », La gazette Lorraine, no 63, 2006.
- Collège Gilles de Trèves